# Альберт Фіш
Гамільтон Говард «Альберт» Фіш (нар.19 травня 1870 — пом.16 січня 1936) — американський серійний вбивця, ґвалтівник, розбещувач дітей і канібал, який скоїв принаймні три вбивства дітей з липня 1924 по червень 1928 року. Він також був відомий як Сіра людина, Перевертень з Вістерії, Бруклінський Вампір, Місячний Маніяк і Бука.
За життя Фіша підозрювали у принаймні п'яти вбивствах. Він зізнався у трьох, які поліція змогла простежити, і він зізнався в тому, що завдав ножових поранень принаймні двом іншим людям. Одного разу Фіш вихвалявся, що «мав дітей у кожному штаті», іншого разу заявив, що кількість жертв становила близько 100. Однак невідомо, чи мав він на увазі зґвалтування чи канібалізм, також невідомо, чи правдиве це твердження.
13 грудня 1934 року Фіша заарештували та він постав перед судом за викрадення та вбивство Грейс Бадд. Його засудили та стратили на електричному стільці 16 січня 1936 року у віці 65 років.

## Раннє життя
Альберт Фіш народився у Вашингтоні, округ Колумбія, 19 травня 1870 року в родині Рендалла (1795 — 16 жовтня 1875) та Еллен (уроджена Гауелл; 1838 — прибл. 1903) Фішів. Батько Фіша був американцем англійського походження, а мати — американкою шотландського та ірландського походження. Батько був на сорок три роки старший за матір, на момент народження Альберта йому виповнилось 75 років. Фіш був наймолодшою дитиною та мав трьох живих братів і сестер: Волтера, Енні й Едвіна. Він хотів, щоб його називали «Альбертом» на честь померлого суродженця, а також уникнути прізвиська «Шинка та яйця», яке йому дали в школі-інтернаті, у якій він провів більшу частину свого дитинства.
Сім'я Фіша мала історію психічних захворювань. Його дядька страждав на маніакальний синдром, один з його братів перебував у державній психіатричній лікарні, а його сестрі Енні діагностували «психічний розлад». У трьох інших родичів діагностували психічні захворювання, а у його матері були «слухові та/або зорові галюцинації».
Батько Фіша, виробник добрив, переніс смертельний серцевий напад на залізничній станції Балтімор і Потомак у 1875 році. Записи на цвинтарі Конгресу вказують на дату смерті 16 жовтня та дату поховання 19 жовтня в могилі R96/89. Мати Фіша помістила сина в притулок Святого Джона у Вашингтоні, де він часто піддавався фізичному насильству. Фіш почав насолоджуватися фізичним болем від побоїв.
До 1880 року мати Фіша влаштувалася на державну роботу та змогла забрати сина з притулку. У 1882 році, у віці 12 років, він почав стосунки з хлопчиком-телеграфістом. Молодь познайомила Фіша з такими практиками, як уролагнія (пиття сечі) та копрофагія (поїдання фекалій). Фіш почав відвідувати громадські лазні, де спостерігав, як інші хлопці роздягаються, витрачаючи на це заняття значну частину своїх вихідних. Протягом усього життя він писав непристойні листи жінкам, чиї імена дізнавався в оголошеннях і шлюбних агентствах.

## 1890—1918: Рання дорослість і кримінальна історія
У 1890 році, у віці 20 років, Фіш переїхав до Нью-Йорка. Там він займався чоловічою проституцією та почав розбещувати та ґвалтувати хлопчиків, переважно молодших шести років. У 1898 році мати Фіша влаштувала йому шлюб з Анною Мері Гоффман, молодшою за нього на дев'ять років. У них було шестеро дітей: Альберт, Анна, Гертруда, Юджин, Джон і Генрі Фіши. У 1903 році Фіша заарештували за крадіжку, засудили та ув'язнили в Сінг-Сінг.

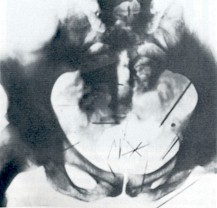
Рентгенівський знімок тазу та промежини Фіша, представлений як доказ на суді, демонструє понад два десятки самозабитих голок

Пізніше Фіш розповів про випадок, коли коханець відвів його до музею воскових фігур, де його зачарував розріз людського пеніса, а згодом він став одержимий сексуальними каліцтвами.
Через кілька років, приблизно у 1910 році, Фіш працював у Вілмінгтоні, штат Делавер, коли зустрів 19-річного чоловіка, на ім'я Томас Кедден. Він відвіз Кеддена, де той зупинився. Між ними почалися садомазохістські стосунки; незрозуміло, чи змушував Фіш Кеддена робити ці речі, але з зізнань Альберта, Кедден був олігофреном. Через десять днів Фіш відвіз Кеддена на «стару ферму», де катував його протягом двох тижнів. Зрештою Фіш зв'язав Кеддена та відрізав йому половину пеніса. «Я ніколи не забуду ні його крику, ні погляду, який він кинув на мене», — пізніше згадував Фіш. Спочатку він мав намір убити Кеддена, розрізати його тіло та забрати додому, але боявся, що спекотна погода приверне до нього увагу; натомість Фіш залив рану перекисом водню, загорнув, вкрив вазеліном, залишив 10-доларову купюру, поцілував Кеддена на прощання й пішов. І «першим потягом повернутися додому. Ніколи не чув, що з ним сталося, і не намагався з'ясувати», — сказав Фіш.
У січні 1917 року дружина Фіша пішла від нього до Джона Строба, різнороба, який жив у родині Фішів. Фішу довелося виховувати своїх дітей самотужки. Після арешту Фіш розповів газеті, коли дружина покинула його, вона забрала майже все, що належало родині. У Фіша почалися слухові галюцинації: одного разу він загорнувся в килим, сказавши, що виконує настанови апостола Івана.
Приблизно в цей час Фіш почав займатися самопошкодженням, встромляючи голки в пах і живіт. Після арешту рентгенівські знімки показали, що у Фіша було щонайменше двадцять дев'ять голок, які застрягли в області тазу. Він також кілька разів забивав на собі веслом цвяхи, і вставив у свій анус шерсть, змочену у запальній рідині, та підпалив. Хоча, вважають, що Фіш ніколи не нападав фізично на своїх дітей або жорстоко поводився з ними, він заохочував їх та їхніх друзів гребти по сідницях, утиканими цвяхами, тим самим веслом, яким він пошкоджував себе.

### 1919—1930: Ескалація
Приблизно у 1919 році Фіш зарізав хлопчика з розумовими вадами в Джорджтауні. Жертв він обирав людей, які були або психічно неповноцінними, або афроамериканців, пізніше пояснивши, що він припускав, що їх не будуть шукати після вбивства. Пізніше Фіш стверджував, що час від часу платив хлопцям, щоб вони приводили йому інших дітей. Фіш катував, калічив і вбивав маленьких дітей своїми «знаряддями пекла»: сікачем для м'яса, ножем м'ясника та маленькою ножівкою.
11 липня 1924 року Фіш знайшов восьмирічну Беатріс Кіл, яка сама гралася на батьківській фермі на Стейтен-Айленді, Нью-Йорк. Він запропонував їй гроші, щоб вона прийшла та допомогла знайти ревінь. Вона вже збиралася піти з ним, але мати прогнала незнайомця. Фіш пішов, але пізніше повернувся до сараю Кілів, де спробував заснути, але його помітив батько Беатріс і змусив піти. Через три дні Фіш убив Френсіса Мак-Доннелла на Стейтен-Айленді. Протягом 1924 року 54-річний Фіш, який страждав на психоз, відчув, що Бог наказує йому катувати та сексуально калічити дітей.
Незадовго до викрадення Грейс Бадд Фіш спробував випробувати свої «знаряддя пекла» на дитині, на ім'я Сиріл Квінн, якого він розбещував. Квінн і його друг грали в квадрат на тротуарі, Фіш запитав їх, чи вони обідали. Коли вони сказали, що ні, він запросив їх до себе на бутерброди. Двоє хлопців билися на ліжку Фіша та скинули з нього матрац, під яким лежали ніж, маленька ножівка та тесак для м'яса. Вони злякалися та вибігли з квартири.

### Двоєженство
Попри своє одруження Фіш одружився з Естелл Вілкокс 6 лютого 1930 року в Ватерлоо, Нью-Йорк. Вони розлучилися лише через тиждень. У травні 1930 року Фіша заарештували за «надсилання непристойного листа жінці, яка відповіла на оголошення про роботу покоївки». Після цього та ще одного арешту у 1931 році його відправили до лікарні Белв'ю для спостереження.

## Вбивство Грейс Бадд
25 травня 1928 року Фіш побачив оголошення у недільному випуску газети «Нью-Йорк ворлд», у якій було написано: «Молодий чоловік, 18 років, бажає знайти роботу за містом. Едвард Бадд, Західна 15-та вулиця, 406». 28 травня 58-річний Фіш відвідав родину Баддів на Мангеттені відмовляючись відгуком на оголошення Едварда. Пізніше він зізнався, що планував зв'язати Едварда, понівечити та залишити стікати кров'ю до смерті. Фіш представився як Френк Говард, фермер із Фармінгдейла, Нью-Йорк. Він пообіцяв найняти Бадда та його друга Віллі та сказав, що пришле за ними за кілька днів. Фіш не з'явився, але він надіслав телеграму родині Баддів, вибачившись і призначив пізнішу дату.
Коли Фіш повернувся, він зустрів молодшу сестру Едварда, 10-річну Грейс Бадд. Він, очевидно, переніс свої любовні наміри на Грейс і швидко вигадав історію про те, що племінниця запросила його на день народження. Він переконав батьків, Делію Фланаган й Альберта Бадда I, дозволити Грейс супроводжувати його на вечірці того вечора. Фіш відвіз Грейс до покинутого будинку, який раніше вибрав для вбивства своєї наступної жертви, «Wisteria Cottage» за адресою Маунтін-роуд, 359, розташованого у Східному Ірвінгтоні неподалік Ірвінгтона, штат Нью-Йорк. Там він убив і з'їв дівчину.
Поліція заарештувала 66-річного Чарльза Едварда Поупа 5 вересня 1930 року за підозрою у причетності до зникнення Грейс, за звинуваченням колишньої дружини Поупа. Він провів 108 днів за ґратами між арештом і судом 22 грудня 1930 року. Його визнали невинним. 

### Лист до матері Грейс Бадд
У листопаді 1934 року батькам Грейс прийшов анонімний лист, який зрештою привів поліцію до Фіша. Місис Бадд була неписьменною, сама не могла прочитати його, тому звернулась до сина:
Моя люба місис Бадд,
У 1894 мій друг відплив матросом на пароплаві «Такома» під командуванням капітана Джона Девіса. З Сан-Франциско вони припливли в  Гонконг, Китай. Прибувши, вони зійшли на берег і напились. Коли вони повернулись, корабля вже не було. У той час в Китаї був голод. М'ясо коштувало від $1 до 3 доларів за фунт. Бідняки страждали на стільки, що усіх дітей до 12 років продали м'ясникам на продовольство, щоб уберегти старших від голоду. Хлопчик або дівчинка до 14 років були в небезпеці на вулиці. Ви могли заходити в будь-який магазин та попросити стейк, відбивні або м'ясо для тушкування. Вам би винесли шматки тіла хлопчика або дівчинки та обробили б за вашим бажанням. Сідниці хлопчика або дівчинки - найсмачніша частина тіла та продавалась як теляча котлета, за максимальну ціну. Джон, який там затримався надовго, приохотився до смаку людської плоті. Повернувшись до Нью-Йорка, він викрав двох хлопчиків віком 7 і 11 років. Тримав їх вдома у шафі, зв'язаними без одягу, потім спалив усе, що вони мали. Кілька разів удень і вночі він шльопав їх, мучив їх, щоб м'ясо зробити хорошим і ніжнішим. Першим він убив 11 річного хлопчика, бо він мав найтовстішу дупу та, звичайно, найбільше м'яса на ній. Кожна частина його тіла була приготовлена та з'їдена, за виключенням голови, кісток і кишок. Його обсмажили в духовці, (уся його дупа) зварена, просмажена, смажена, тушкована. Маленький хлопчик став наступним, повторив цей шлях. На той момент я жив у будинку 409 Сх. 100 вул, позаду праворуч. Він мені так часто розповідав яка смачне людська плоть, що я вирішив скуштувати, щоб скласти свою думку. У неділю, 3 червня 1928, я зателефонував вам за адресою 406 Зх 15 вул. Приніс вам горщик сиру та полуниці. Ми пообідали. Грейс сіла мені на коліна та поцілувала. Я вирішив її з'їсти, під привом запрошення на вечірку. Ви сказали Так вона може піти. Я привів її у порожній будинок у Вестчестері, який примітив заздалегідь. Коли ми дістались туди, я наказав їй залишатись ззовні. Вона збирала дикі квіти. Я піднявся нагору та зняв з себе увесь одяг. Я знав, якщо цього не зробити, кров може на нього потрапити. Коли усе було готово, я підійшов до вікна та погукав її. Потім я заховався у шафі, поки вона не прийшла. Коли вона мене побачила повністю голим, вона почала плакати та намагалася втекти сходами. Я схопив її, а вона сказала, що розповість мамі. Спершу я роздягнув її догола. Як вона штовхалась, кусалась і шкрябалась. Я задушив її, а потім я порізав її на маленьки шматочки, тому зміг взяти м'ясо в свої кімнати, готувати та їсти. Яка смачна та ніжна її маленька дупа, засмажена в духовці. Мені знадобилось 9 днів, щоб повністю з'їсти її тіло. Я не трахав її, хоча, я міг, якби захотів. Вона померла незайманою.
Поліція перевірила лист. Історія про «капітана Девіса» та «голод» у Гонконгу перевірити не вдалося. Однак, частина листа, що стосувалася вбивства Грейс, була визнана точною в описі викрадення та подальших подій, хоча було неможливо підтвердити, чи насправді Фіш з'їв частини тіла Грейс.

## Затримання

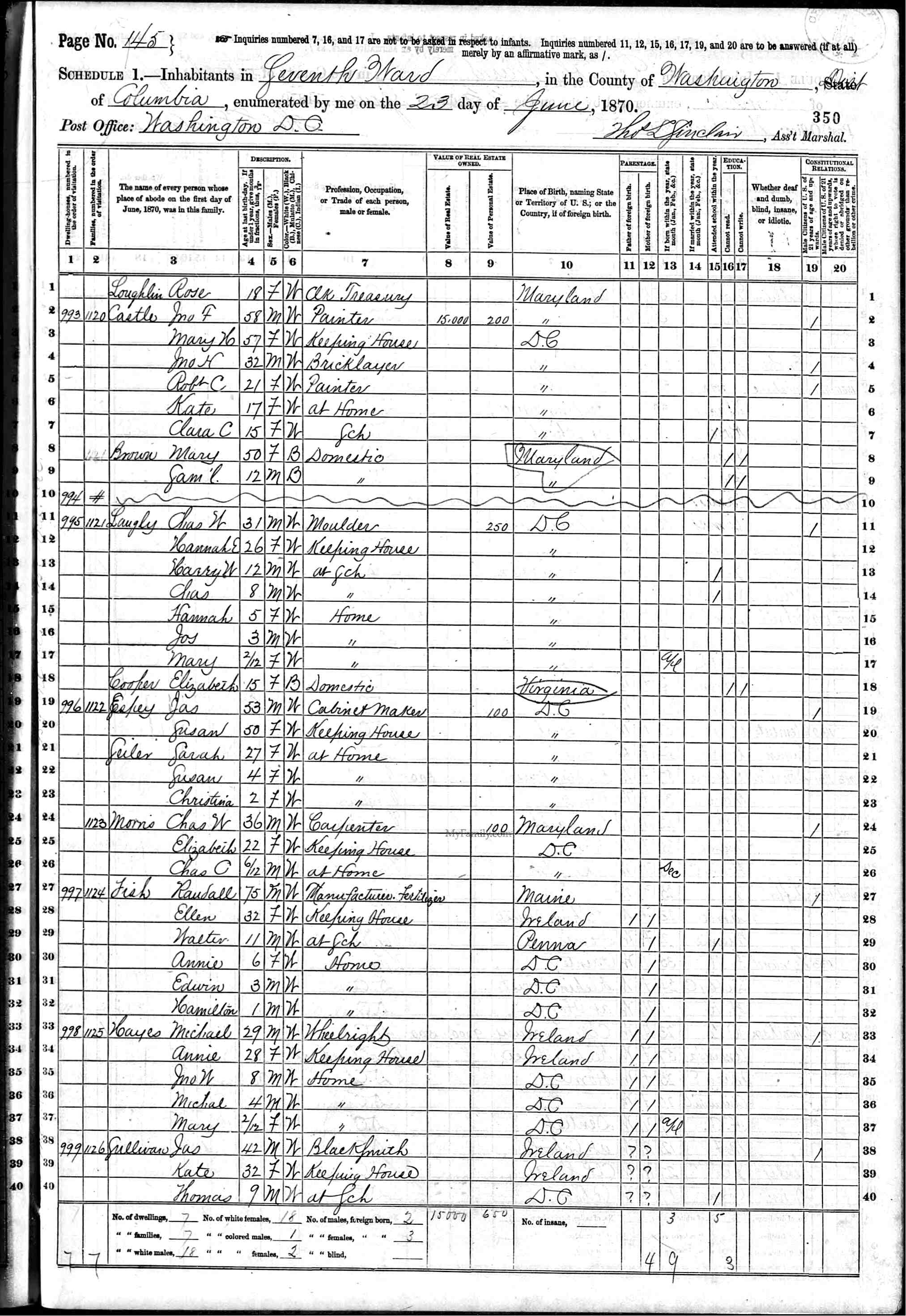
Альберт Фіш у переписі населення США у 1870 році

Лист прийшов у конверті з маленькою шестикутною емблемою з літерами «N.Y.P.C.B.A.», що означали «Нью-Йоркську благодійну асоціацію приватного водія». Двірник компанії повідомив поліції, що він забрав частину канцтоварів додому за адресою будинок 200 на Східній 52 вулиці, але залишив їх, коли виїхав. Господиня нічліжки сказала, що Фіш виїхав з цієї кімнати кількома днями раніше. Вона додала, що син Фіша надіслав гроші, і він попросив її притримати для нього наступний чек. Вільям Ф. Кінг, головний слідчий у цій справі, чекав біля кімнати, поки Фіш не повернувся. Він погодився на допит, а потім помахав лезом бритви. Кінг роззброїв Фіша та відвіз його до поліцейського відділку.
Фіш не намагався заперечити вбивство Грейс Бадд, сказавши, що він мав намір піти в будинок, щоб убити її брата Едварда. Фіш сказав, що «йому навіть в голову не спадало» зґвалтувати дівчинку, але пізніше він заявив своєму адвокату, що, стоячи на колінах на грудях Грейс і душивши її, у нього було дві мимовільні еякуляції. Цю інформацію використали на судовому процесі для ствердження, що викрадення було сексуально мотивованим, таким чином уникаючи будь-яких згадок про канібалізм.

## Інші злочини, виявлені після арешту Фіша

### Френсіс Мак-Доннелл
У ніч на 14 липня 1924 року дев'ятирічного Френсіса Мак-Доннелла оголосили зниклим безвісти після того, як він не повернувся додому після гри з друзями в Порт-Річмонді, Стейтен-Айленд. Організували пошуки. Тіло знайшли повішеним на дереві в лісі неподалік від його будинку. Він зазнав сексуального насильства, потім його задушили його підтяжками. Згідно з результатами розтину Мак-Доннелл отримав обширні рвані рани на ногах і животі, а його ліве підколінне сухожилля було майже повністю очищено від плоті. Фіш відмовився брати на себе відповідальність за це, хоча пізніше заявив, що мав намір каструвати хлопчика, але втік, коли почув, що хтось наближається до місця. 
Друзі Мак-Доннелла розповіли поліції, що його забрав літній чоловік із сивими вусами. Сусід також розповів поліції, що бачив хлопчика зі схожим на вигляд чоловіком, який йшов трав'янистою доріжкою в найближчий ліс. Мати Френсіса, Анна Мак-Доннелл, сказала, що бачила того самого чоловіка раніше того дня, розповівши журналістам: «Він йшов вулицею, бурмочучи собі під ніс і роблячи дивні рухи руками… Я бачила його густе сиве волосся та обвислі сиві вуса. Все в ньому здавалося побляклим і сірим».
Такий опис призвів до того, що таємничий незнайомець став відомий як «Сіра людина». Вбивство Мак-Доннелла залишалося нерозкритим до вбивства Грейс Бадд. Тоді кілька очевидців, серед них фермер зі Стейтен-Айленда Ганс Кіль, точно впізнали Фіша як дивного незнайомця, якого бачили біля Порт-Річмонда в день зникнення Мак-Доннелла, окружний прокурор округу Річмонду Томас Дж. Волш оголосив про свій намір домагатися обвинувального акту проти Фіша за вбивство хлопчика. Спочатку Фіш заперечував звинувачення. Лише у березні 1935 року, після завершення судового процесу за вбивство Бадд і його зізнання у вбивстві Біллі Геффні, він підтвердив слідчим, що він також зґвалтував і вбив Мак-Доннелла. Коли зізнання про Мак-Доннелла оприлюднили, газета «Нью-Йорк дейлі міррор» написала, що це розкриття зміцнило репутацію Фіша як «найжорстокішого вбивці дітей в кримінальній історії».

### Біллі Геффні
11 лютого 1927 року 3-річний Біллі Бітон і його 12-річний брат гралися в коридорі будинку в Брукліні з 4-річним Біллі Геффні. Коли 12-річний пішов до своєї квартири, обидва молодших хлопчики зникли; Бітона знайшли пізніше на даху будинку. Коли його запитали, що трапилося з Геффні, Бітон відповів, що «його забрав бука». Тіло Геффні так і не знайшли.
Спочатку підозрюваним у вбивстві став серійний вбивця Пітер Кудзіновський. Потім Джозеф Міган, водій, побачив фотографію Фіша в газеті та впізнав його як старого, якого він бачив 11 лютого 1927 року; старий намагався заспокоїти маленького хлопчика. Хлопчик був без куртки. Опис Бітона про «буку» відповідав Фішу. Поліція зіставила опис дитини з Геффні.
Детективи Мангеттенського бюро розшуку зниклих безвісти змогли встановити, що Фіш працював маляром у бруклінській компанії з нерухомості у лютому 1927 року, у день зникнення Геффні він працював за кілька миль від місця, де хлопчика викрали. У листі до свого адвоката Фіш стверджував наступне:
Я привів його на звалище на Райкер авеню. Там є будинок, який стоїть осібно, неподалік того місця, де я його підібрав... Я відвіз туди хлопчика Джи. Голому зв'язав руки та ноги, рот заткнув брудною ганчіркою, яку підібрав на звалищі. Потім я спалив його одяг. Викинув своє взуття на звалищі. Пішки я повернувся та о 2 дня сів на тролейбус до 59 вулиці, а звідтіля пішов пішки додому. Наступного дня, близько 2 години, я взяв інструменти, хорошу міцну кішку-девятихвістку. Саморобну. З короткою ручкою. Розрізаний один мій ремінь навпіл, ці половинки розрізані на шість смужок, довжиною близько 8 дюймів. Я шльопав по його оголених сідницях поки кров не потекла по ногах. Я відрізав йому вуха, ніс, рот розрізав від вуха до вуха. Виколов очі. Тоді він був мертвим. Я встромив йому ніж у живіт, притиснувся ротом до його тіла та випив кров. Я підняв мішок з-під картоплі та насипав купу каміння. Потім я розрізав його на шматки. У мене був з собою саквояж. Я поклав туди ніс, вуха та кілька шматків живота. Потім я розрізав його посередині тіла. Трохи нижче пупа. Потім простромив крізь ноги приблизно на 2 дюйми нижче спини. Я поклав це у саквояж з великою кількістю паперу. Я відрізав голову, ступні, руки, кисті та ноги нижче коліна. Це поклав у мішки, обважнені камінням, кинув у калюжі з мулистою водою, які ви побачите вздовж дороги до Північного пляжу. Глибина води сягає від 3 до 4 футів. Вони одразу ж потонули. Я повернувся додому зі своїм м'ясом. У мене була його передня частина тіла, яка мені подобалась найбільше. Його лобок і статеві органи та гарненькі маленькі сідниці для запікання та поїдання. Я приготував рагу з його вух, носа, частин обличчя та живота. Я додав цибулю, моркву, ріпу, селеру, сіль та перець. Це було смачно. Потім я розрізав сідниці, відрізав лобок і статеві органи та спочатку промив. Я поклав шматки бекону на кожну сідницю та поставив у духовку. Я вибрав 4 цибулі, та коли м'ясо просмажилось чверть години, я додав близько пінти води зверху для соусу та поклав цибулю. Через часті проміжки часу я бив сідниці дерев'яною ложкою. Щоб м'ясо було смачним і соковитим. Приблизно за 2 години, воно стало гарним і підсмаженим до готовності. Я ніколи не куштував такої індички, яка б хоча б мала половину смаку, як ця солоденька попка. Я з'їв усе до останнього шматочка приблизно за чотири дні. Його маленький лобок був солоденьким, як горіх, але його статевий орган я не міг жувати. Викинув його в унітаз.
Мати Геффні Елізабет відвідала Фіша в Сінг-Сінг у супроводі детектива Кінга та двох інших чоловіків. Вона хотіла запитати його про смерть сина, але Фіш відмовився з нею говорити. Фіш заплакав і попросив дати йому спокій. Після двох годин розпитувань місис Геффні через свого адвоката Джеймса Демпсі вона здалася. Жінка все ще не була переконана, що Фіш — убивця її сина. 

## Суд і страта
Суд над Фішем у справі про вбивство Грейс Бадд розпочався 11 березня 1935 року у Вайт-Плейнс, Нью-Йорк. Фредерік П. Клоуз головував як суддя, а головний помічник окружного прокурора округу Вестчестер Елберт Ф. Галлахер був прокурором. Адвокатом Фіша був Джеймс Демпсі, колишній прокурор і колишній мер міста Пікскілл, Нью-Йорк. Суд тривав десять днів. Фіш стверджував, що він божевільний, та, що чув голос Бога, який казав йому вбивати дітей. Декілька психіатрів свідчили про сексуальний фетишизм Фіша, зокрема садизм, мазохізм, бичування, ексгібіціонізм, вуаєризм, пікеризм, канібалізм, копрофагію, урофілію, гематолагнію, педофілію, некрофілію та інфібуляцію. У своєму підсумку Демпсі зазначив, що Фіш був «психіатричним феноменом» і ніде в юридичних чи медичних записах не було іншої особи, у якої б було стільки сексуальних аномалій.
Головним свідком-експертом захисту був Фредрік Вертам, психіатр, який спеціалізувався на розвитку дітей і проводив психіатричні експертизи для кримінальних судів Нью-Йорка. Протягом двох днів свідчень Вертам пояснив одержимість Фіша релігією і, зокрема, його захоплення біблійною історією про Авраама та Ісаака (Книга Буття 22:1–24). Вертам сказав, що Фіш вірив, що подібне «принесення в жертву» хлопчика було б покаянням за його власні гріхи, і що навіть якщо сам вчинок був би неправильним, ангели запобігли б цьому, якби Бог не схвалив. Раніше Фіш намагався принести жертву, але йому завадив автомобіль, який проїхав повз нього. Едвард Бадд був наступною жертвою, але він виявився більшим, ніж очікувалося, тому він зупинився на Грейс. Хоча він знав, що Грейс була жінкою, вважається, що Фіш сприймав її як хлопчика. Тоді Вертам детально описав канібалізм Фіша, який він у своїй свідомості асоціював із причастям. Останнє запитання, яке Демпсі поставив Вертему, стосувалося 15 000 слів і детально розповідало про життя Фіша, а закінчувалося запитанням, як лікар оцінює його психічний стан на основі цього життя. Вертам просто відповів: «Він божевільний».
Галлагер допитав Вертама про те, чи знає Фіш різницю між правильним і неправильним. Він відповів, що він знав, але це було спотворене знання, засноване на його поглядах на гріх, спокуту та релігію, і тому було «божевільним знанням». Захист викликав ще двох психіатрів, щоб підтвердити висновки Вертама.
Першим із чотирьох свідків-спростувальників був Менас Грегорі, колишній керівник лікарні Бельв'ю, де Фіш лікувався протягом 1930 року. Він засвідчив, що Фіш був ненормальним, але осудним. Під час перехресного допиту Демпсі запитав, чи є копрофілія, урофілія та педофілія вказують на осудну чи божевільну людину. Грегорі відповів, що така людина не є «психічно хворою» і що це звичайні збочення, які «соціально абсолютно нормальні», і що Фіш «нічим не відрізняється від мільйонів інших людей», деякі з них видатні та успішні, які мали «ті самі» збочення. Наступним свідком був постійний лікар «Тумса», Перрі Ліхтенштейн. Демпсі заперечував проти того, щоб лікар, який не мав психіатричної підготовки, свідчив щодо питання осудності, але суддя Клоуз відхилив рішення на підставі того, що присяжні можуть вирішити, яку вагу надати свідченням тюремного лікаря. На питання, чи вказує те, що заподіяння собі білю на психічний стан, Ліхтенштейн відповів: «Це не мазохізм», оскільки він лише «карав себе, щоб отримати сексуальне задоволення». Наступний свідок, Чарльз Ламберт, засвідчив, що копрофілія була звичайною практикою, а релігійний канібалізм може бути психопатичним, але «був справою смаку», а не доказом психозу. Останній свідок, Джеймс Вавасур, повторив думку Ламберта. Ще одним свідком захисту була Мері Ніколас, 17-річна пасербиця Фіша. Вона розповіла, як Фіш навчив її та її братів і сестер кільком іграм з непристойними відтінками мазохізму та розбещення дітей.
Жоден із присяжних не сумнівався, що Фіш божевільний, але зрештою, як пізніше пояснив один, вони вважали, що його все одно слід стратити. Вони визнали його осудним і винним, суддя засудив підсудного до страти електричним струмом. Фіш потрапив до в'язниці у березні 1935 року, його стратили 16 січня 1936 року на електричному стільці в Сінг Сінг. Він зайшов до камери об 11:06 вечора, його оголосили мертвим через три хвилини. Поховання відбулось на тюремному цвинтарі Сінг Сінг. Подейкують, що Фіш допоміг кату встановити електроди на своє тіло. Повідомляється, що його останніми словами були: «Я навіть не знаю, чому я тут». За словами одного із присутніх свідків, знадобилося два поштовхи, перш ніж Фіш помер, що породило чутки про те, що в апараті виникло коротке замикання через голки, які Фіш встромив у тіло. Пізніше ці чутки визнали неправдивими, оскільки, Фіш помер тим самим способом і через той же час, що й інші, на електричному стільці.
На зустрічі з журналістами після страти адвокат Фіша Джеймс Демпсі заявив, що він має «остаточні слова» свого клієнта. Це кілька сторінок рукописних нотаток, які Фіш, вочевидь, написав за кілька годин до своєї смерті. Зібрані журналісти вимагали розкрити зміст документа, Демпсі відмовився, заявивши: «Я ніколи нікому його не покажу. Це була найбрудніша низка непристойностей, яку я коли-небудь читав».

## Жертви

### Доведені
- Френсіс X. Мак-Доннелл, 8 років, 15 липня 1924[10]
- Біллі Геффні, 4 роки, 11 лютого 1927[26]
- Грейс Бадд, 10 років, 3 червня 1928[5]

### Недоведені
- Емма Річардсон, 5 років, 3 жовтня 1926[43]
- Єтта Абрамовіц, 12 років, 1927[44]
- Робін Джейн Лю, 6 років, 2 травня 1931[45]
- Мері Еллен О'Коннор, 16 років, 15 лютого 1932[26]
- Бенджамін Коллінгс, 17 років, 15 грудня 1932[26]

## У популярній культурі
- Документальний фільм режисера Джона Боровскі про Фіша вийшов у 2007 році[46]. Також у 2007 році вийшов біографічний фільм «Сіра людина» з Патріком Бауко в ролі Фіша[47].